# Rijssen-Holten
Rijssen-Holten est un village et une commune néerlandaise, située en province d'Overijssel, et comptant environ 36 000 habitants.

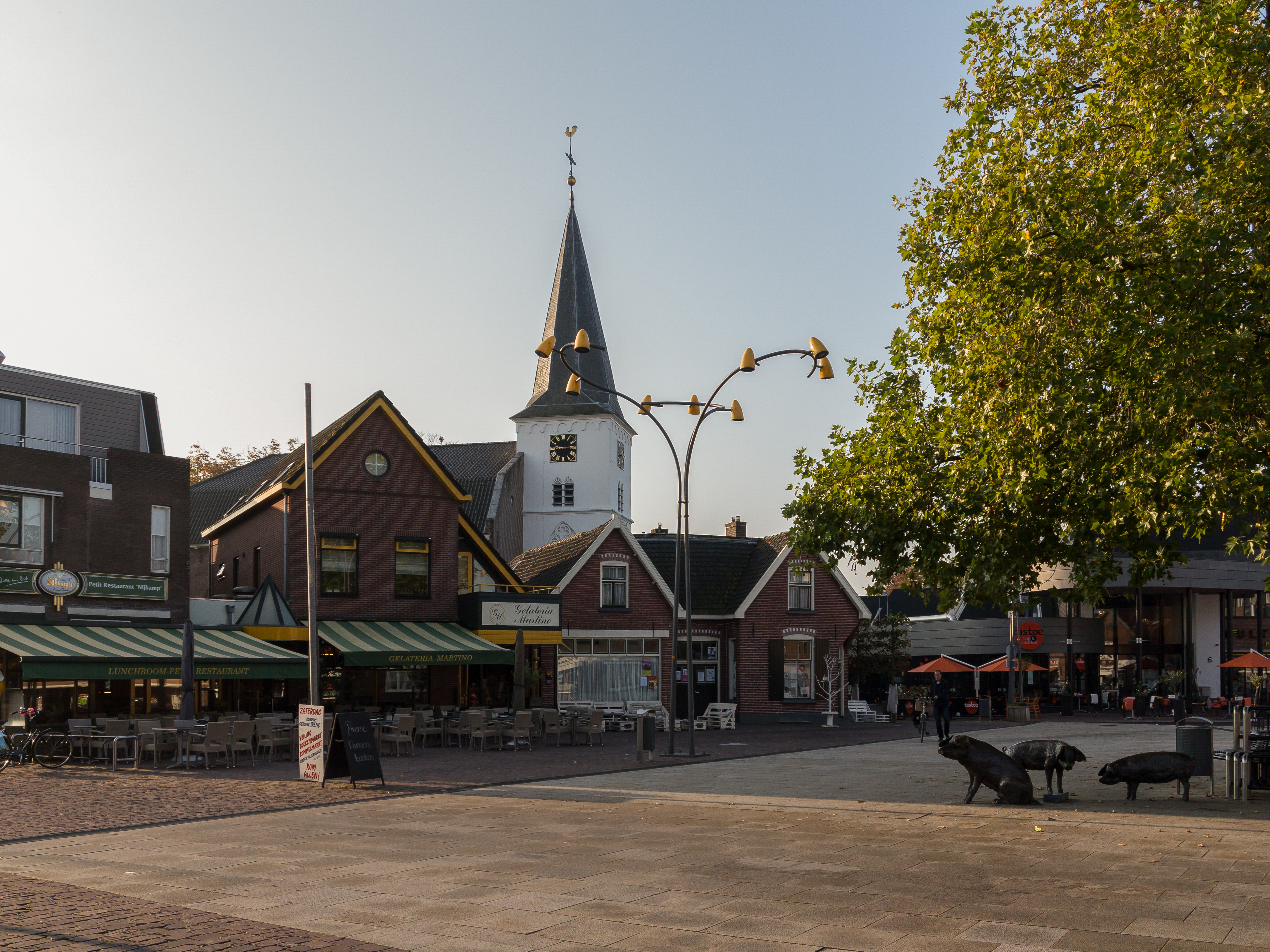
La tour de l'église et la place centrale du village.

## Personnages célèbres
- Bert Haanstra (né le 31 mai 1916 et mort le 23 octobre 1997), réalisateur néerlandais, né dans le village.